# Henne Strand
Der dänische Badeort Henne Strand befindet sich in Südwest-Jütland und gehört zur Kommune Varde in der Region Syddanmark. Vor der Kommunalgebietsreform 2007 gehörte der Ort zum Amt Ribe. 

## Tourismus
Der Ferienort an der Nordsee besteht hauptsächlich aus Einrichtungen, die dem Tourismus dienen. So wird Henne Strand von einer Vielzahl von Ferienhäusern umgeben. Der Ortskern besteht überwiegend aus Geschäften und Restaurants, die größtenteils ganzjährig geöffnet sind. Zusätzlich verfügt Henne Strand über einen Campingplatz, eine Schwimmhalle, Tennisplätze, eine Fahrrad- und Pferdevermietung, eine Minigolfanlage und einen internationalen 18-Loch-Golfplatz.
Henne Strand bietet einen breiten Sandstrand, an den sich hohe Dünen von bis zu 25 m Höhe anschließen.
Am kleinen Fluss Henne Mølle Å liegt das „Henne Mølle Å Badehotel“, das 1936 nach Plänen des renommierten Architekten Poul Henningsen errichtet wurde. Die Betreiberinnen Othilia und Thekla Thorup machten ihr Hotel in den Anfangsjahren zu einer Anlaufstelle für die dänische Frauenbewegung und liberale Kulturschaffende aus der Hauptstadt.

## Henne
Der ursprüngliche, vier Kilometer entfernte Siedlungskern Henne Kirkeby (Kirchdorf Henne) entstand um eine Dorfkirche, deren Bau in der zweiten Hälfte des 12. Jahrhunderts begonnen wurde. Der Ortsname Henne, erstmals 1145 als Hænningh belegt, leitet sich von hane (dt. Hahn) ab, bedeutete ursprünglich also „Ort mit (Birk-, Auer-) Hähnen“. Ab 1903 entstand der Ortsteil Henne Stationsby an einem Haltepunkt der neueröffneten Bahnlinie Varde-Nørre Nebel. 

## Kærgård Klitplantange
In der südlich gelegenen Kærgård Plantage wurden von 1956 bis 1973 giftige Abfälle aus der Pharmaproduktion in Grindsted abgelagert. Da potentiell krebserregende Verunreinigungen beobachtet werden, untersagen die Behörden seit Jahren das Baden bei Kærgård. Betroffen ist ein etwa 1400 m langer Strandabschnitt, der mit Schildern markiert ist. Auch das Betreten des Strandes mit nackten Füßen sollte vermieden werden. Der dänische Staat finanziert die Beseitigung der deponierten Giftstoffe, welche bis 2025 abgeschlossen sein soll. Das Badeverbot wird voraussichtlich bis mindestens 2042 bestehen bleiben.

## Verkehr

### Straße
Henne Strand liegt an der Sekundærrute 465, welche 14 km von der Primærrute 181 bis zu einem großen Parkplatz am Strand führt. Innerorts trägt die Straße die Bezeichnung Strandvejen und bildet die Hauptstraße.

## Bilder

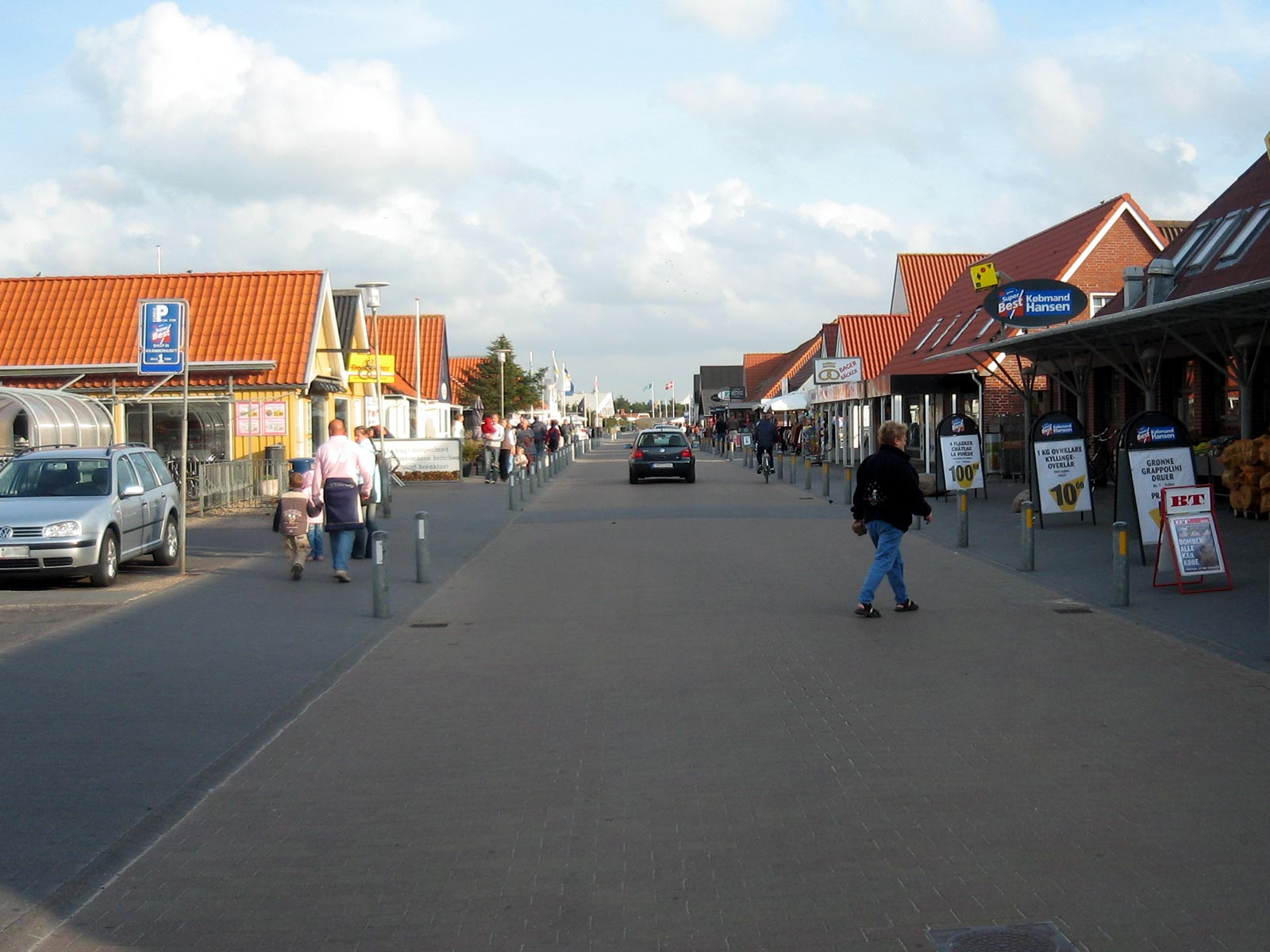
Die Hauptstraße „Strandvejen“
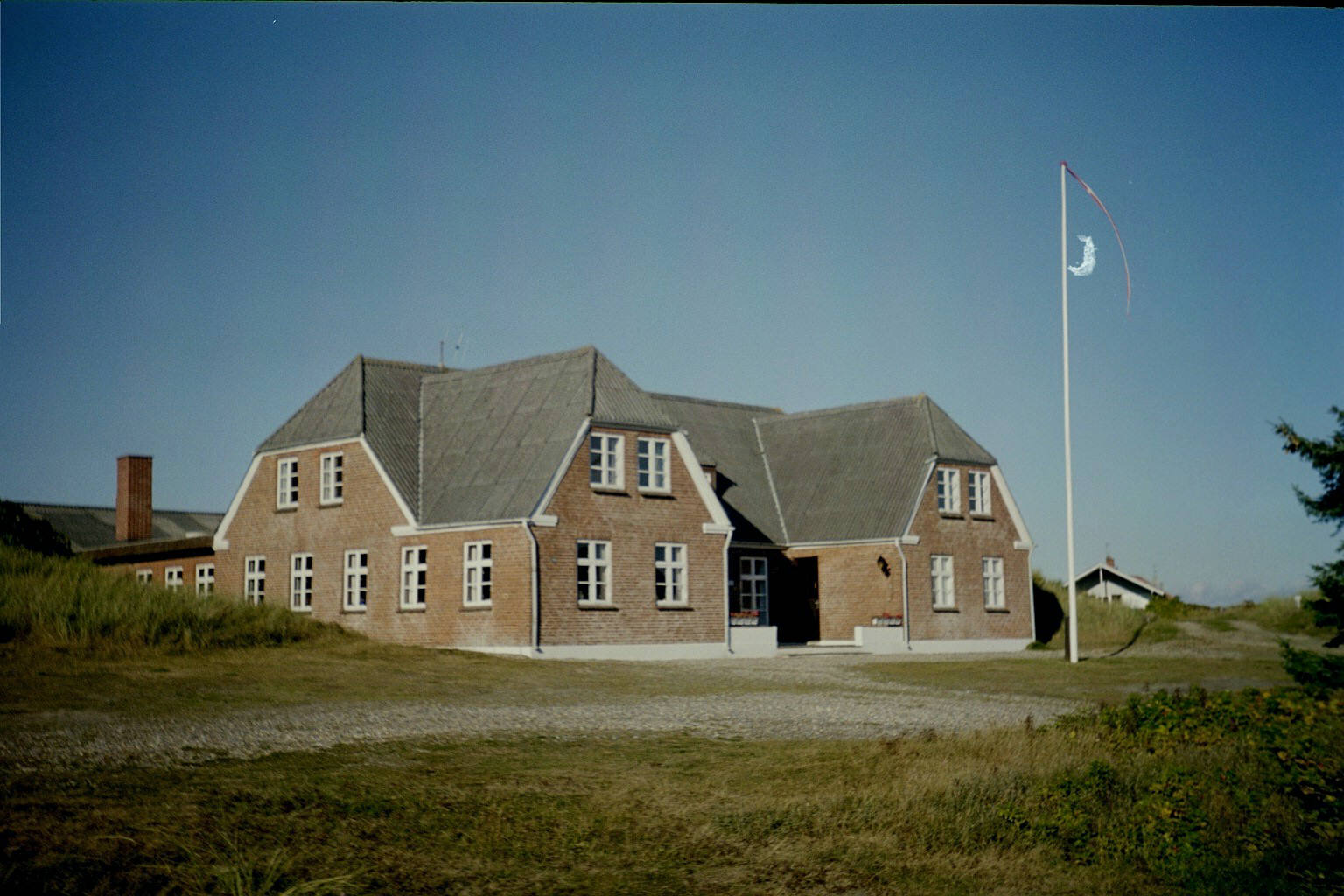
Pension Klitgaarden, errichtet 1937
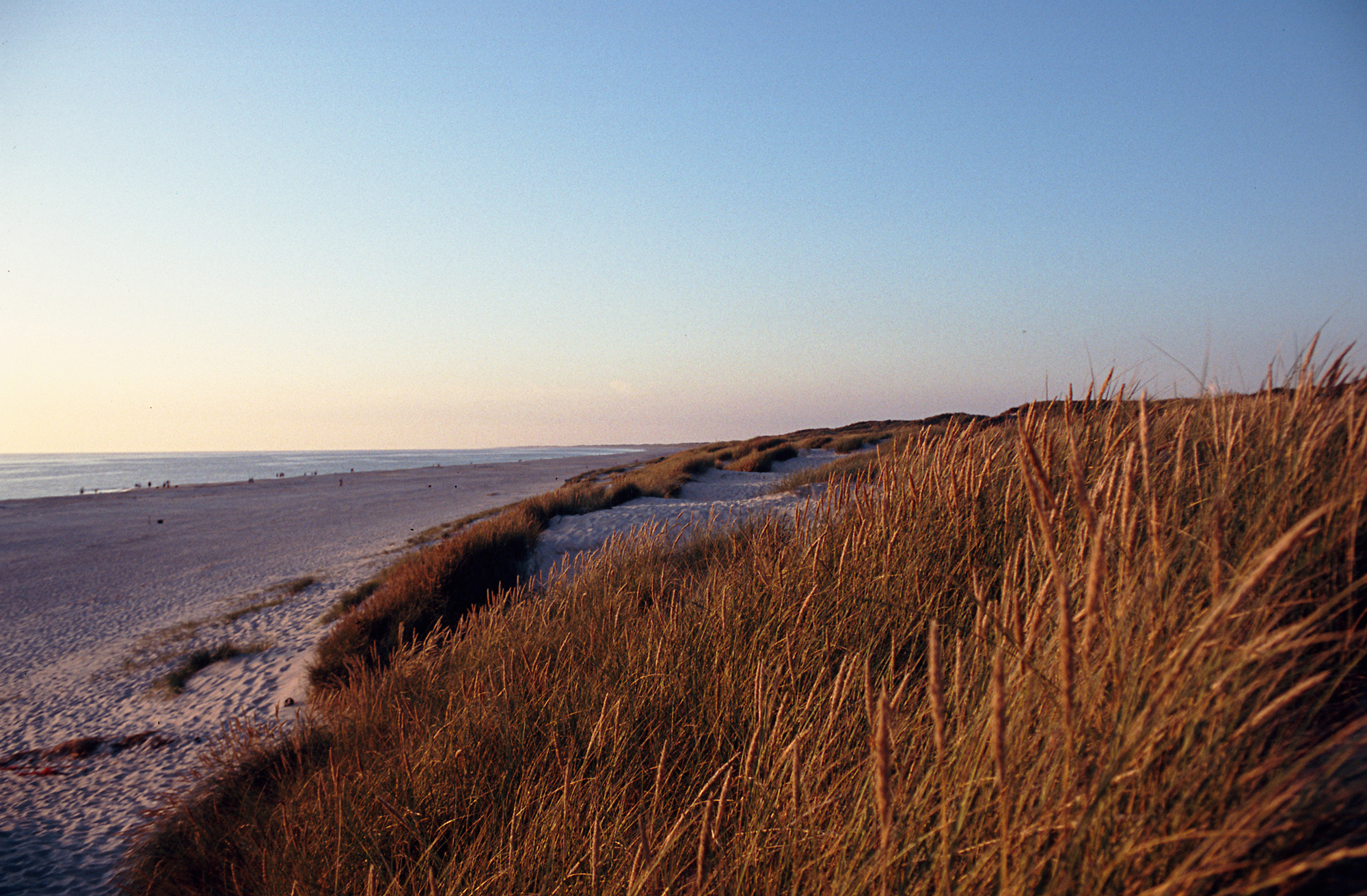
Strand und Dünen bei Henne Strand